# Всеволод Сибирцев (судно)
«Всеволод Сибирцев» — российская рыбоконсервная плавучая база, крупнейшее в мире судно такого типа. Построено в 1989 году в Финляндии на верфи «Rauma Repola». названо в честь революционера Всеволода Сибирцева. Это третья в серии из трёх рыбоконсервных плавучих баз, построенных Финляндией по заказу советского предприятия «Дальморепродукт» — «Содружество», «Пётр Житников» и «Всеволод Сибирцев». Плавбазы предназначались для приема от добывающих судов рыбы для её переработки на консервы, пресервы, мороженую продукцию. Общий объем суточной переработки рыбы может достигать 650 тонн. Судно способно производить в сутки 11 тысяч ящиков консервных банок, 15 тонн рыбной муки и 5 тонн жира.
После распада СССР владельцем «Всеволода Сибирцева» была небольшая частная российская компания, после чего плавбаза перешла к Преображенской базе тралового флота. В 2011 году Преображенская база тралового флота продала судно греческой компании, которая намеревалась в рамках совместного проекта с администрацией китайской провинции Хайнань приспособить его под плавучую гостиницу для рыбаков в районе островов Сиша (Парасельские острова). На судне полностью восстановили систему кондиционирования и вентиляции, систему пожарной сигнализации, часть кают была переделана в настоящие гостиничные номера. 
Но это проект так и не был реализован, плавбазу выставили на продажу, и в 2013 году её приобрело российское ЗАО «Южморрыбфлот». После этого она прошла капитальный ремонт и модернизацию. Результатами первого после многолетнего перерыва девятимесячного рейса в 2014—2015 годах стали 23 миллиона банок консервов и более 30 тысяч тонн мороженой рыбы.